# حكومة إدواردو ريدل
حكومة ريدل هي الفترة في التاريخ السياسي لماتو غروسو دو سول التي ستبدأ بتنصيب إدواردو ريدل حاكمًا لماتو غروسو دو سول ، في 1 يناير 2023 ، بعد هزيمة المرشح رينان كونتار في انتخابات 2022. ومن المقرر أن تنتهي في 1 يناير 2027.
إدواردو هو الحاكم الثاني عشر لماتو جروسو دو سول.
سيتولى إدواردو ريدل وخوسيه كارلوس باربوسا مهام منصبه في 1 يناير 2022 ، كحاكم ونائب حاكم ، وفي نفس اليوم سيتولى جميع حكام الولايات البرازيلية مهامهم ، بما في ذلك الرئيس المنتخب [[لويز إيناسيو لولا دا سيلفا وكذلك نائب الرئيس المنتخب جيرالدو ألكمين .